# Jonas Poher Rasmussen
Pour les articles homonymes, voir Rasmussen.
Jonas Poher Rasmussen, née le 19 mai 1981, est un réalisateur danois.
Il est surtout connu pour la réalisation de Flee, un film d'animation sorti en 2021 et qui lui vaut trois nominations aux Oscars dans la catégorie meilleur film documentaire, meilleur film international et meilleur film d'animation. 

## Biographie
Jonas Poher Rasmussen est originaire de Kalundborg. Il a réalisé les courts-métrages Easa 2002: A Journey to Vis (2003), Something About Halfdan (2006), Closed Doors (2008), The Day After (2009) et House of Glass (2010), ainsi que le documentaire Searching for Bill (2012). Il est le neveu d'Alain Poher, le seul président du Sénat à avoir exercé la fonction de président de la République par intérim.
Après Flee, Rasmussen a signé avec United Talent Agency et Anonymous Content pour développer de nouveaux projets[réf. nécessaire]. Son premier nouveau projet annoncé est basé sur les romans graphiques de l'écrivain danois Halfdan Pisket.

## Flee
Le documentaire d'animation danois, français, norvégien et suédois Flee sorti en 2021 qui raconte l'histoire d'Amin, un réfugié afghan au Danemark, et a été l'un des films les plus acclamés et primés de 2021. Flee est nommé pour le meilleur film d'animation, le meilleur film international et le meilleur film documentaire lors de la 94e cérémonie des Oscars, une première dans l'histoire des Oscars.